# غويليرمي دي ألميدا
غويليرمي دي ألميدا (بالبرتغالية: Guilherme de Almeida‏) هو كاتب وصحفي ومحامي ومترجم وناقد سينمائي وشاعر برازيلي، ولد في 24 يوليو 1890 في كامبيناس في البرازيل، وتوفي في 11 يوليو 1969 في ساو باولو في البرازيل.

## وصلات خارجية
- غويليرمي دي ألميدا على موقع IMDb (الإنجليزية)